# Mylabris gemmula
Mylabris gemmula là một loài bọ cánh cứng trong họ Meloidae. Loài này được Dohrn miêu tả khoa học năm 1873.